# Amegilla elsei
Amegilla elsei es una especie de abeja excavadora perteneciente al género Amegilla, categorizada en la tribu Anthophorini, de la subfamilia Apinae.
Fue descrita científicamente por Brooks en 1988. Aparece registrada y publicada en una sección de Systematics and Phylogeny of the Anthophorine Bees (Hymenoptera: Anthophoridae; Anthophorini). The University of Kansas Science Bulletin, Vol. 53, No. 9 de 1988.

## Distribución
Se distribuye por África, en Angola.